# Miljenko Foretić
Miljenko Foretić (Dubrovnik, 5. svibnja 1939. – Dubrovnik, 24. prosinca 2003.), hrvatski teatrolog, povjesničar i povjesničar umjetnosti. Sin je povjesničara Vinka Foretića.

## Životopis
Povijest i povijest umjetnosti diplomirao je 1961. na Filozofskome fakultetu Sveučilišta u Zagrebu. Od godine 1963. u Zavodu za povijesne znanosti u Dubrovniku HAZU, tada JAZU proučavao je razne grane povijesnih znanosti. Kao stipendist boravio je na Katoličkom sveučilištu Svetog Srca u Rimu 1963. – 1965.
Kao kulturni i znanstveni radnik bavio se vrlo širokim rasponom tema. Znanstvenim i stručnim radovima, esejima, kritikama i osvrtima o političkim, kulturnim, književnim, književnopovijesnim i teatrološkim temama surađivao je u mnogim različitim publikacijama. Kao jedna od istaknutijih osoba u dubrovačkim kulturnim krugovima tijekom Hrvatskog proljeća bio je utamničen i 17 godina nakon toga bez putovnice. Jedan je od obnovitelja rada Matice hrvatske u Dubrovniku nakon dvadesetogodišnjega prekida njezina djelovanja. Tijekom Domovinskog rata radio je na istaknutom časopisu Dubrovnik koji je doživio 15 izdanja na hrvatskom i engleskom jeziku i tako svijet upoznao s razaranjima Dubrovnika i stradanjem Hrvatske. Časopis je odabirom tema i izborom suradnika postao vodeći na nacionalnoj razini.
U studiji Marin Držić i kazališni život renesansnog Dubrovnika (1969.), obradio je cjelokupni prikaz kazališnoga života Dubrovnika tijekom 16. stoljeća. Priredio je i dvije izložbe posvećene životu i djelu Marina Držića. Prva je 1967. godine održana u Dubrovniku, a Matica hrvatska je 1969. o njoj objavila zbornik Marin Držić. Drugu izložbu o Marinu Držiću održanu 1993. godine povodom 59. svjetskoga kongresa PEN-a, u suradnji s Feđom Šehovićem popratio je knjižicom Što je čitao Držić. Priredio je još nekoliko značajnih izložaba, poput onih posvećenih Dubrovačkoj Republici i Francuskoj revoluciji te životu i djelu Ivana Gundulića, obje održane 1989. godine.
Godine 1992. organizirao je simpozij Hrvati i Novi svijet, a 1994. godine simpozij o književniku Antunu Pasku Kazaliju.
Od 1996. do smrti bio je član Upravnog odbora Matice hrvatske.
Umro je u rodnome gradu 24. prosinca 2003. godine, pokopan je 27. prosinca na mjesnom groblju na Korčuli s koje je podrijetlom.

## Djela
- Bibliografija radova o Petru Kanaveliću, Ogranak Matice hrvatske u Dubrovniku, Dubrovnik, 2008., ISBN 978-953-6316-64-9
- Historiografija i literatura o Dubrovniku – Dubrovačkoj Republici od 1975. do 1985. godine, Zagreb ; Dubrovnik: Hrvatska akademija znanosti i umjetnosti, Zavod za povijesne znanosti, 2009.
- Dubrovnik u povijesnim i kulturnim mijenama, Matica Hrvatska ogranak Dubrovnik, Dubrovnik, 2007., ISBN 978-953-6316-54-0
- Dubrovačka Republika i Austrija, Matica hrvatska, Zagreb, 2017., ISBN 978-953-341-027-2
- Mato Vodopić: biskup - književnik - prirodoslovac (1816. – 1893.), Dubrovačka biskupija, Dubrovnik, 2018. (zbornik), ISBN 978-953-7700-05-8
- Dubrovački kazališni amaterizam, Hrvatska diletantska kazališna družina, 1903. – 1915., Diletantska pozorišna družina, 1923. – 1927., Dubrovačko kazališno društvo, 1924. – 1944., Zagreb, 2002., HAZU, AGM, ISBN 953-174-162-X(AGM)
- Maksimilijan Habsburški i Dubrovnik // Kolo, 1 (2001.), 189. – 211.
- Sveti Vlaho dubrovački parac u hrvatskoj književnosti ; Antologija, Matica hrvatska Dubrovnik, Dubrovnik, 2002., ISBN 953-6316-27-7
- Dubrovački ljetni festival : 1950. – 1999. - Hrvatska (Dubrovnik Summer Festival : 1950 - 1999 - Croatia) (monografija), Dubrovački ljetni festival, Dubrovnik, 1999., ISBN 0-555-57777-8 nevaljani ISBN
- Hrvatska drama i kazalište u Dubrovniku od 1850. do 1882. godine, Dani hvarskog kazališta / Batušić, Nikola - Split : Književni krug, 1999., str. 157. – 172.
- Dubrovačka Republika u svjetlu odnošaja Dubrovačke Republike i Austrije, Zbornik Diplomatske akademije (1331-9094) 3 (1998), 1; str. 131. – 134.
- The Ragusan (Dubrovnik) Republic and the Spanish War of Succession (1701-1714) // Dubrovnik annals, 2 (1998), str. 29. – 54.

## Nagrade
- Nagrada grada Dubrovnika (1993.)
- Zlatna povelja Matice hrvatske (1996.)
- Nagrada grada Dubrovnika za životno djelo (2004.), posmrtno